# Ривера, Урбано
Урбано Риве́ра (итал. Urbano Rivera; 1 апреля 1926—2002) — уругвайский футболист, участник чемпионата мира по футболу 1954 года, играл на позиции полузащитника.

## Биография

### Игровая карьера
Ривера всю футбольную карьеру в течение 10 сезонов играл за «Данубио», в составе которой он был одним из лидеров полузащиты.
В составе сборной Уругвая был бронзовым призёром на Чемпионате Южной Америки 1953 года, а также был участником чемпионата мира по футболу 1954 года, но на турнире, на котором уругвайцы заняли итоговое 4-е место, не играл.

### Смерть
Скончался в июле 2002 года в возрасте 76 лет.